# Economia del Sudan

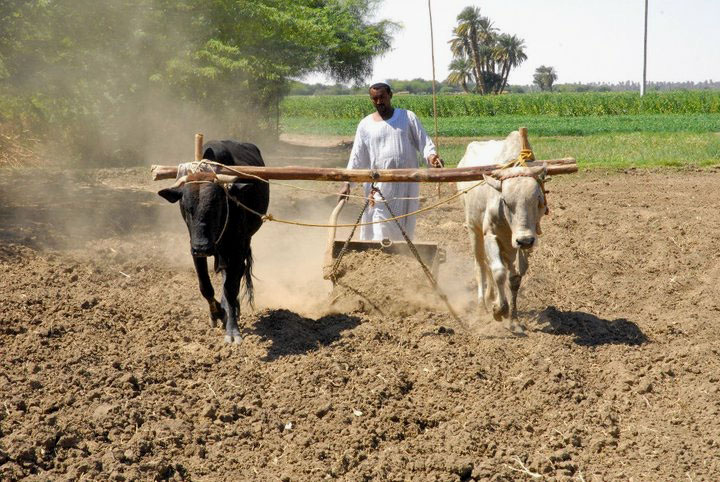
Agricultura

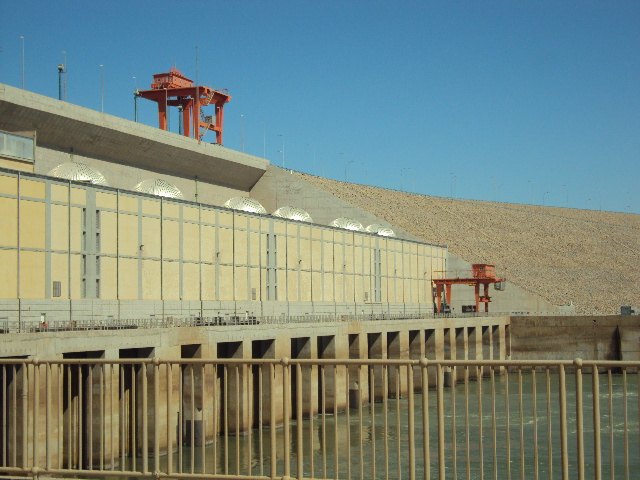
Embassament de Merowe, en el Nil.

El Sudan és un país amb alts índexs de pobresa. Té un deute extern molt alt, depèn de l'ajuda internacional i les contínues guerres fan impossible un pla de viabilitat, alhora que fan disparar la inflació. La sequera ha comportat diverses crisis de fam. Exporta or i petroli mitjançant empreses estrangeres. És el principal productor de goma aràbiga del món i el tercer productor de sucre de l'Àfrica.
Fins a la segona meitat de 2008 l'economia del Sudan va créixer ràpidament gràcies a l'augment de la producció i dels preus del petroli, així com de la inversió estrangera. El creixement anual va superar els 10% entre ho 2006 i ho 2007. El país va començar a exportar petroli el 1999.
Des del 1997 el país treballa amb ho Fons Monetari Internacional per a implementar reformes macroeconòmiques, incloent-se la flotació de la taxa de canvi. La producció agrícola roman important, perquè empra el 80% de la força de treball.